# Samuel L. Jackson
Samuel L. Jackson, pe numele întreg Samuel Leroy Jackson (n. 21 decembrie 1948), este un actor și producător american de film și televiziune. Este deja binecunoscută relația sa specială cu Morgan Freeman, care i-a fost și mentor. Aceeași relație a avut-o și cu Spike Lee. În anul 1991 a strâns primele opinii foarte bune despre prestația sa actoricească, pentru rolul jucat în Jungle Fever. A apărut ulterior în filme ca Goodfellas, Patriot Games, Amos & Andrew, True Romance sau Jurassic Park. În 1994 a jucat în Pulp Fiction, interpretând rolul Jules Winnfield. Critica de specialitate a primit foarte bine prestația lui, de altfel a fost și nominalizat la foarte multe premii pentru acest rol.
Samuel L. Jackson a apărut în alte 100 de filme de la începutul carierei, printre care aa Hard with a Vengeance, The 51st State, Jackie Brown, Unbreakable, The Incredibles, Black Snake Moan, Snakes on a Plane, dar și Star Wars și Kill Bill și Inglourious Basterds sau Iron Man. A devenit unul dintre cei mai mari actori americani, multipremiat. În 1980 s-a căsătorit cu LaTanya Richardson cu care are un copil, Zoe.

## Filmografie
- Vremea răzbunării (1996)
- Sfera (1998)
- Regula jocului (2000)
- Profetul din grotă (2001)
- The Avengers (2012)
- Cei 8 odioși (2015)
- Care pe care(2017)
- Avengers: Infinity War (2018)
- Spider-man: far from home (2019)